# Жила Сергій Миколайович

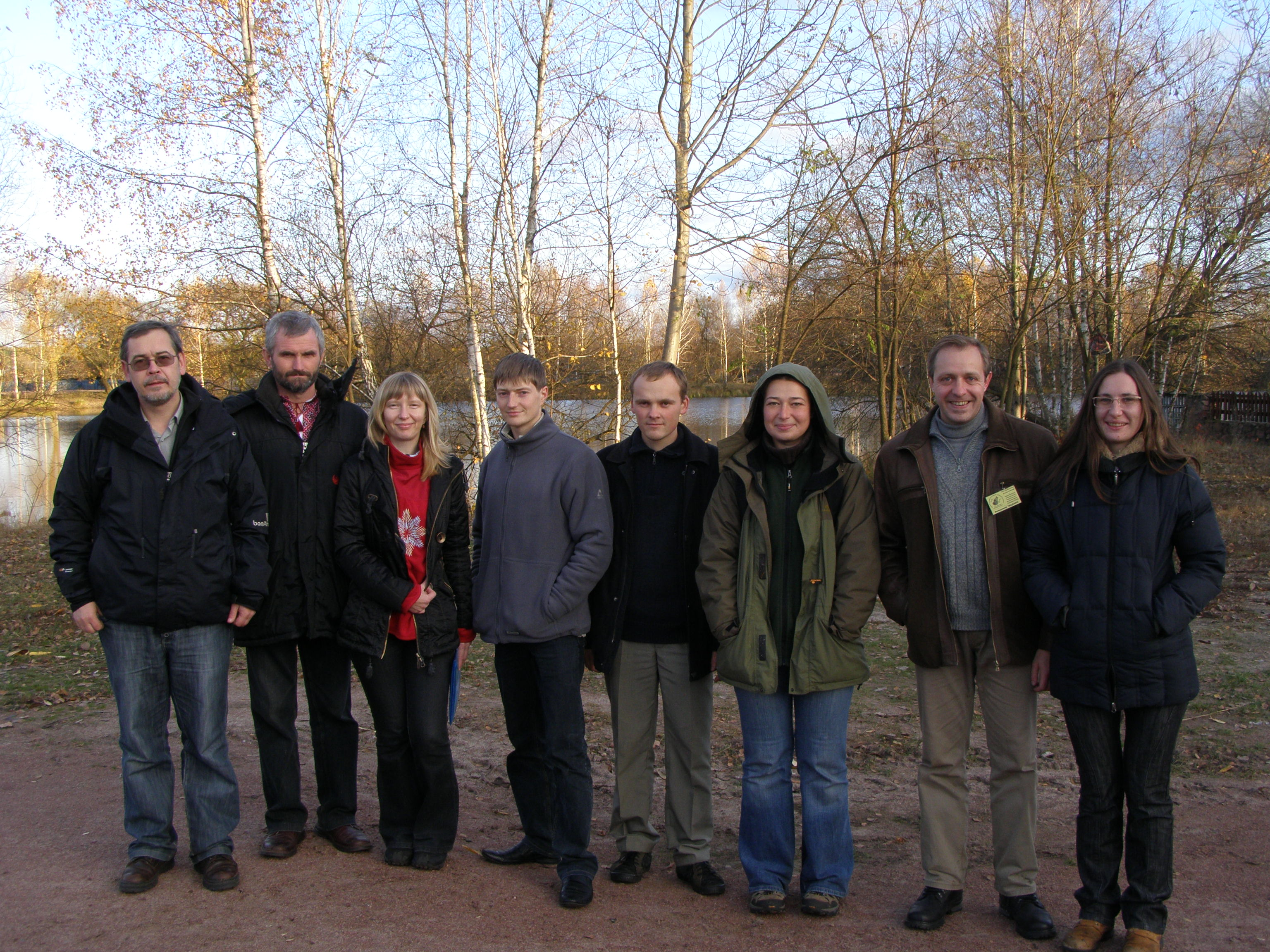
Сергій Жила в колі учасників Теріошколи 2009 року (І. Загороднюк, С. Жила, М. Коробченко, С. Заїка, В. Пархоменко, Л. Годлевська, В. Тищенко, Ю. Зізда. 31.10.2009

Сергій Миколайович Жила — український зоолог, еколог, природоохоронець і краєзнавець, директор Поліського природного заповідника з 2000 року.

## Біографічні деталі
Народився 9 серпня 1959 року в селі Припутні Ічнянського району Чернігівської області. У 1982 році закінчив Українську сільськогосподарську академію, де одним з вчителів був відомий лісознавець Альберт Вербин. Після навчання працював у Біловодському, Міловському та Марківському районах Луганщини в галузі лісознавства та мисливствознавства. 
З 31.03.1986 року працює в Поліському природному заповіднику (ППЗ), у науковому відділі. За підсумками роботи IV Теріологічної школи, що проходила в Поліському заповіднику 20–26 жовтня 1997 року, був переведений у старші наукові співробітники ППЗ. А з кінця березня 2000 р. і понині працює директором Поліського заповідника. Є автором 50 наукових та науково-популярних статей.

## Зоологічні дослідження

Жила з рисеням Гапочка, яке було згодом випущене в природу з радіонашийником.

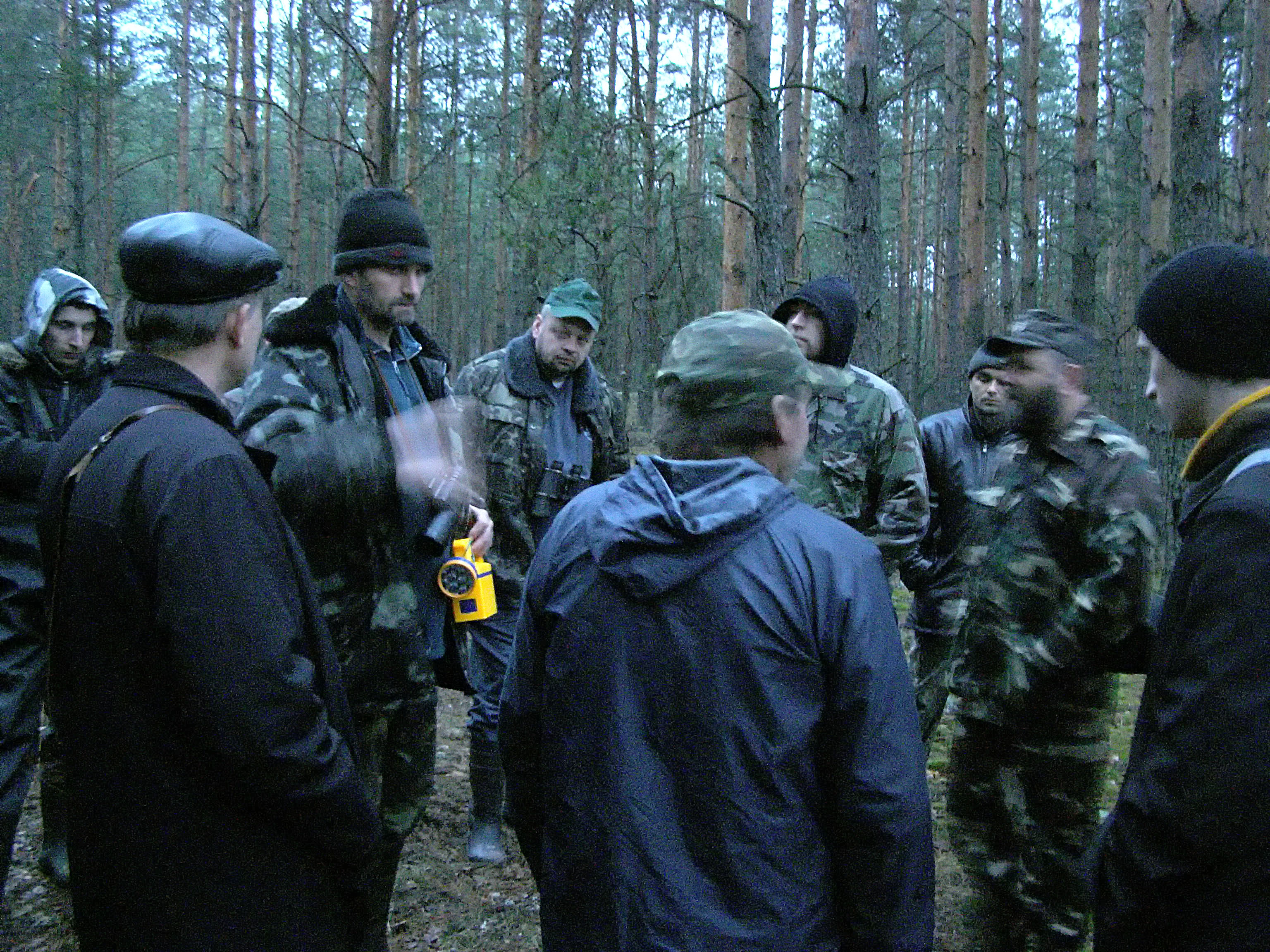
Під час орнітологічної екскурсії (2010 рік)

Сергій Жила — фахівець передовсім у екології й моніторингу популяцій великих видів птахів і ссавців — сов та яструбиних птахів, тетеруків та глухарів, вовків, рисей, ведмедів, а також різноманітних копитних, насамперед лосів, сарн та свиней.
Одним з найвідоміших циклів його досліджень є вивчення популяції вовків Центрального Полісся, за підсумками чого була підготовлена дисертація та видана монографія: «Вовк в Поліському природному заповіднику і його околицях: моніторинг, просторова структура, екологія, менеджмент» (2009).

## Українське теріологічне товариство
Учасник багатьох конференцій УТТ, автор низки ключових статей з вивчення великих ссавців, опублікованих у «Праць Теріологічної школи». Член Ради Теріологічної школи. С. М. Жила чотири рази приймав учасників Теріологічної школи на базі Поліського природного заповідника:
- у 1997 р. — IV Теріошкола «Ссавці у Червоній книзі» — Поліський природний заповідник, 20–26 жовтня 1997 року. Головний організатор від приймальної сторони — Сергій Жила (за активної участі Григорія Бумара та Галини Бумар); звіт про роботу школи вміщено на сайті Теріологічної школи[3] та опубліковано у журналі Вісник зоології[4];

- у 2000 р. — VII Теріошкола «Великі хижі ссавці України та прилеглих країн». Матеріали 7 Теріошколи вміщено 2001 року в окремому випуску серії теріологічного бюлетеню «Novitates Theriologicae»[5]. Звіт про її роботу вміщено в тому ж бюлетені та на сайті Теріошколи[6];

- у 2009 р. — XVI Теріошкола «Динаміка популяцій та хижацтво» — Поліський природний заповідник (Житомирська обл.), 26–31 жовтня 2009 року. Головний організатор від приймальної сторони — Сергій Жила (за активної участі Віктора Пархоменка).

- у 2018 р. — 25 Теріошкола (25-28 вересня 2018 р.) "Фауна в умовах глобальних змін довкілля" [Архівовано 25 лютого 2020 у Wayback Machine.], приурочена до 50-річчя Поліського природного заповідника. Голова оргкомітету від заповідника — Сергій Жила (за активної участі Ольги Бєльської).

Окрім участі в організації щорічних теріологічних шкіл (1997, 2000, 2009, 2018) Сергієм Миколайовичем спільно з В. Тищенком, А. Сагайдаком та І. Загороднюком організовано та проведено серію з 8 семінарів щодо моніторингу популяцій великих хижих ссавців.

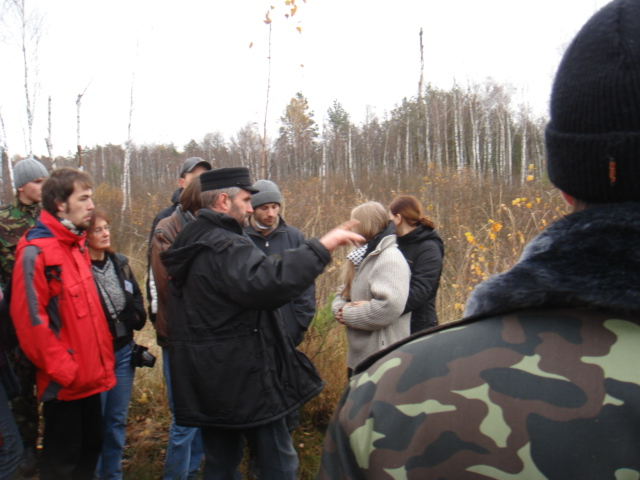
С.М. Жила проводить екскурсію під час XVI Теріошколи у 2009 р.
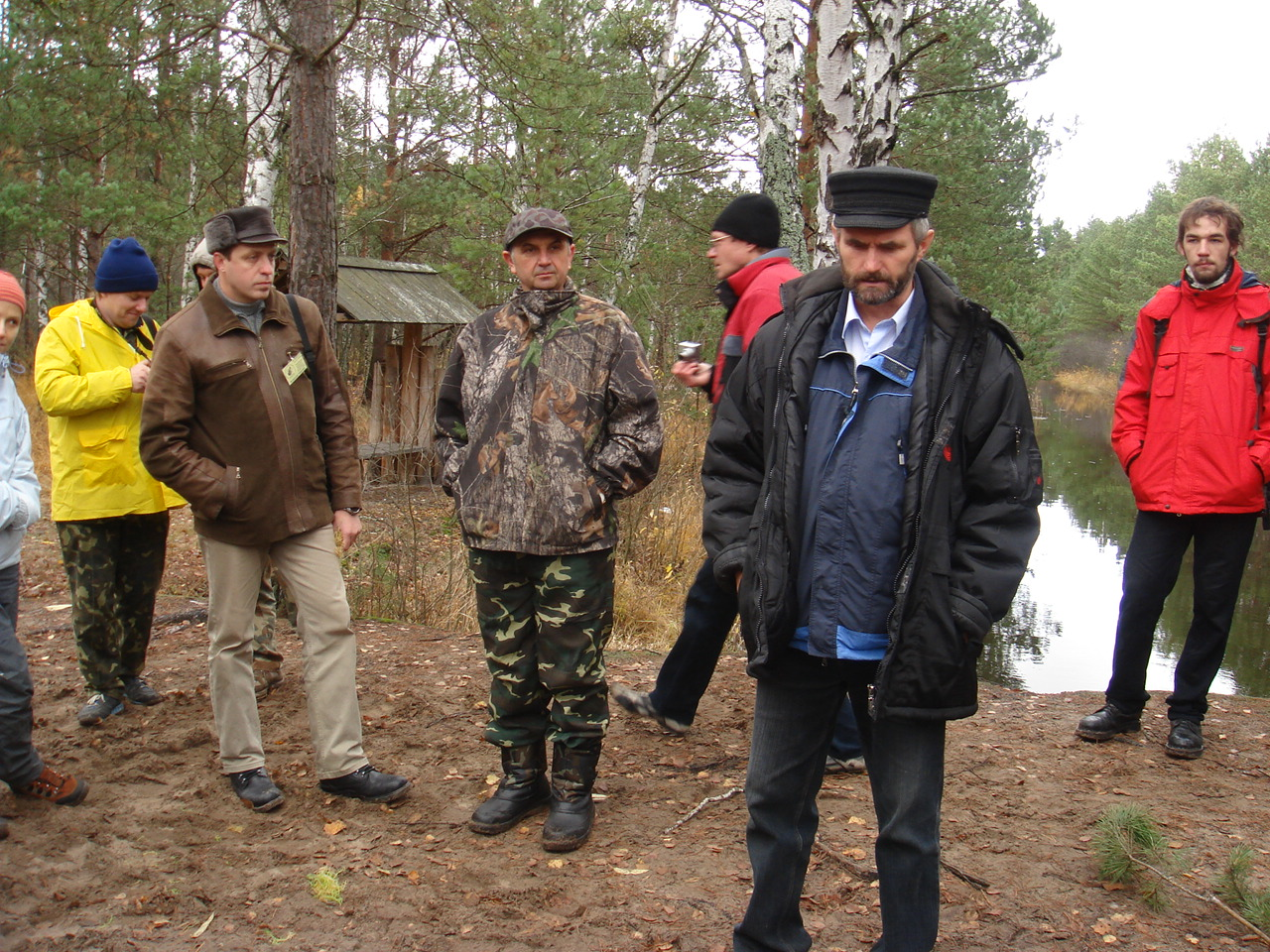
На передньому плані: С. М. Жила.
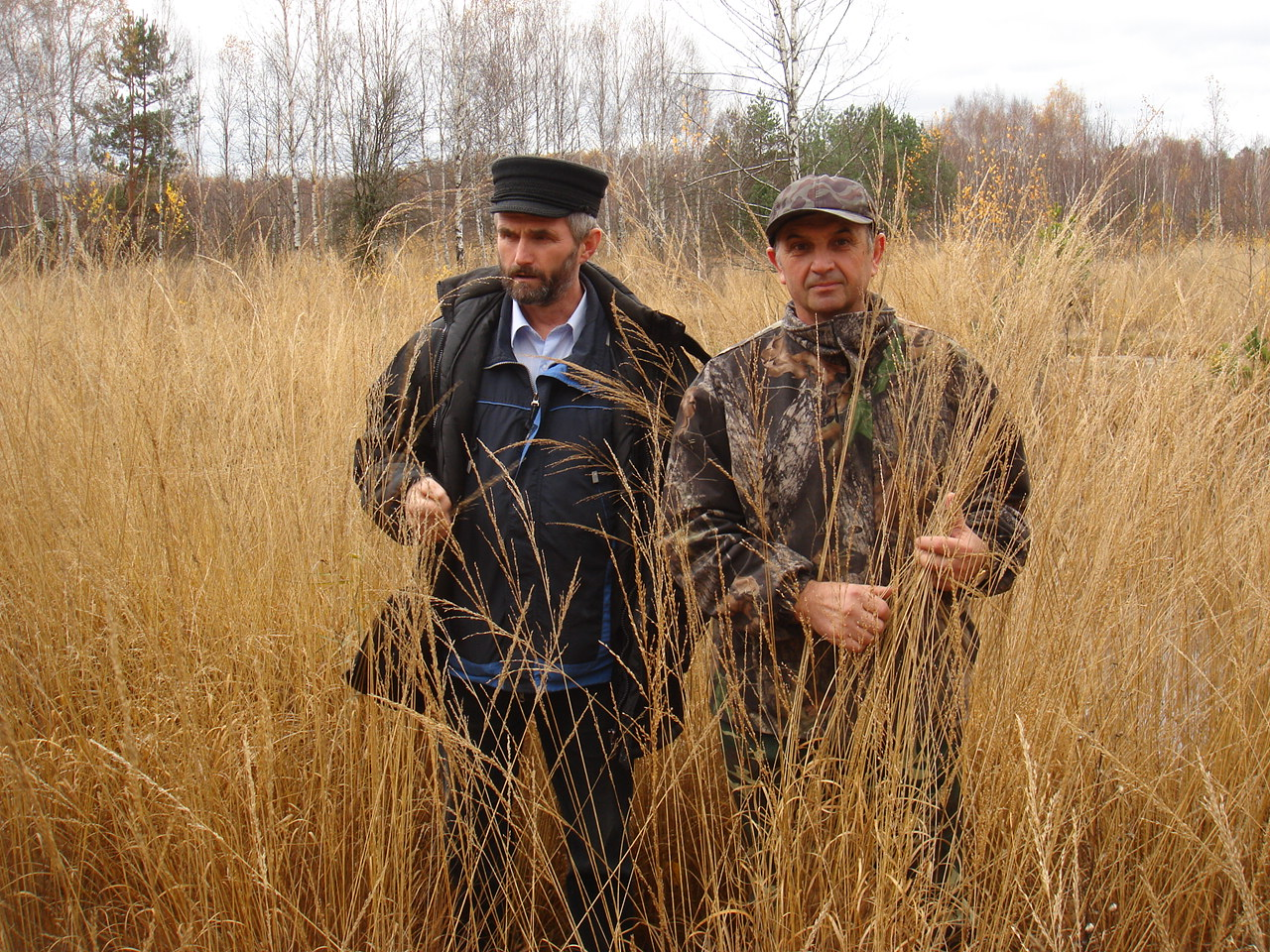
Сергій Жила разом з теріологом з Одещини Миколою Роженком.
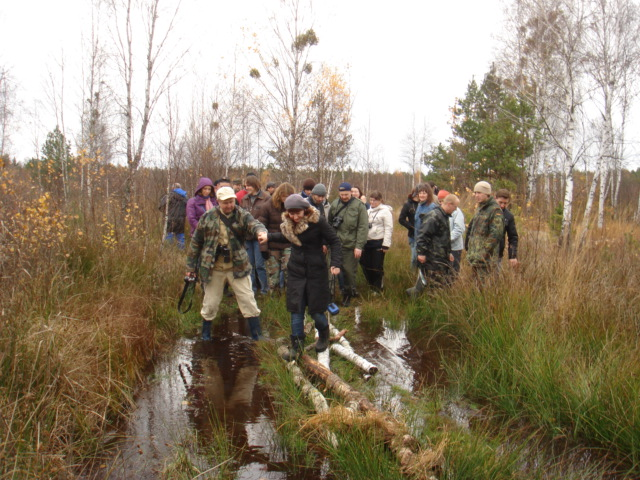
Екскурсія Поліським природним заповідником.

## Краєзнавчі дослідження
Сергій Миколайович цікавиться історією Полісся, звичаями й побутом поліщуків. Це знайшло своє відбиття в низці книжок, серед яких:
- «Слідами княгині Ольги по Землі Дерев» (про книгу: [7])

Сергієм Миколайовичем створено кілька музейних експозицій у межах садиби ППЗ та навколо неї, у тому числі
- сад каміння
- Музей «Древлянське село»
- етнотур «Слідами княгині Ольги»

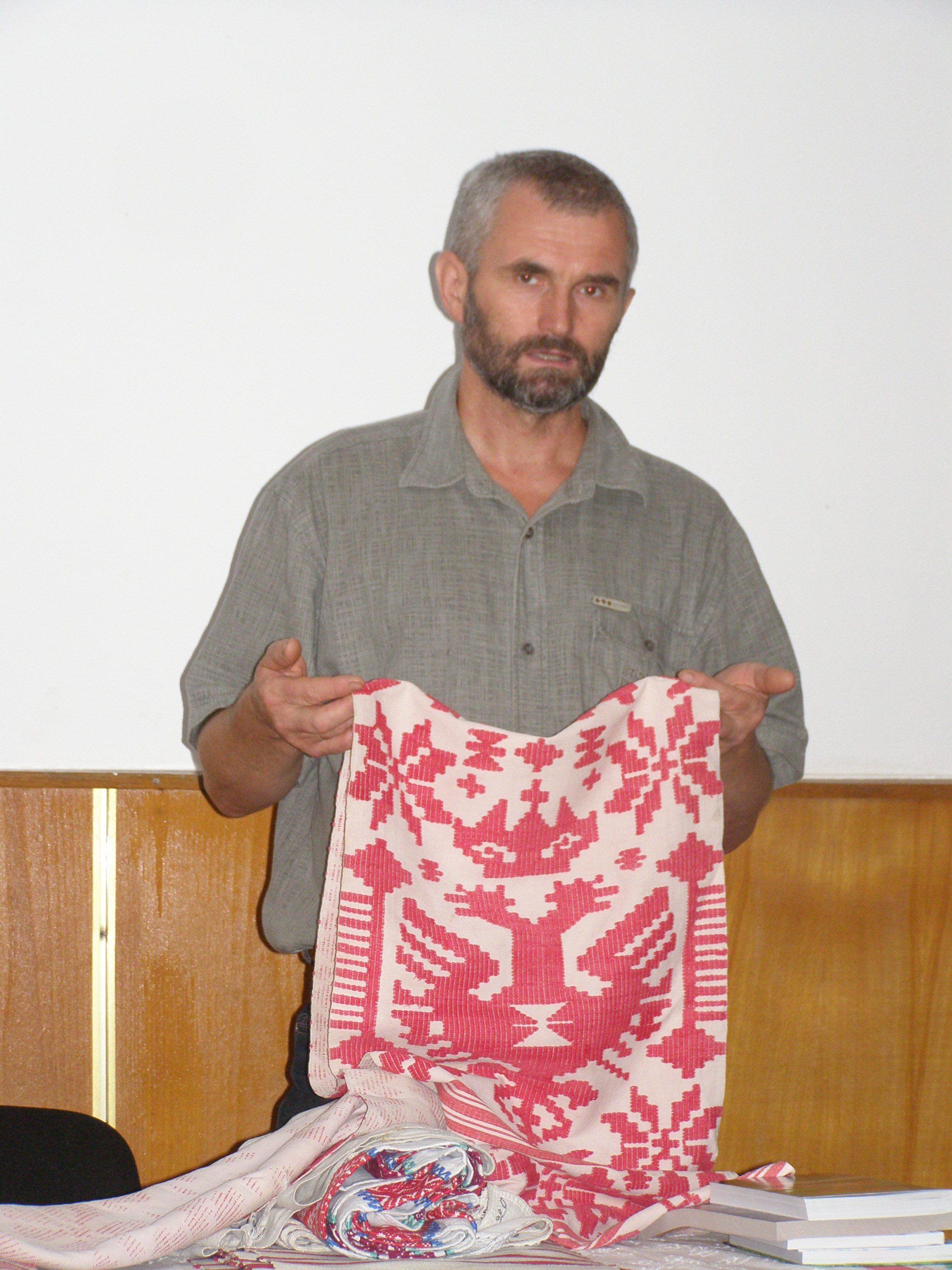
Під час лекції про історію Древлян (2010 рік)
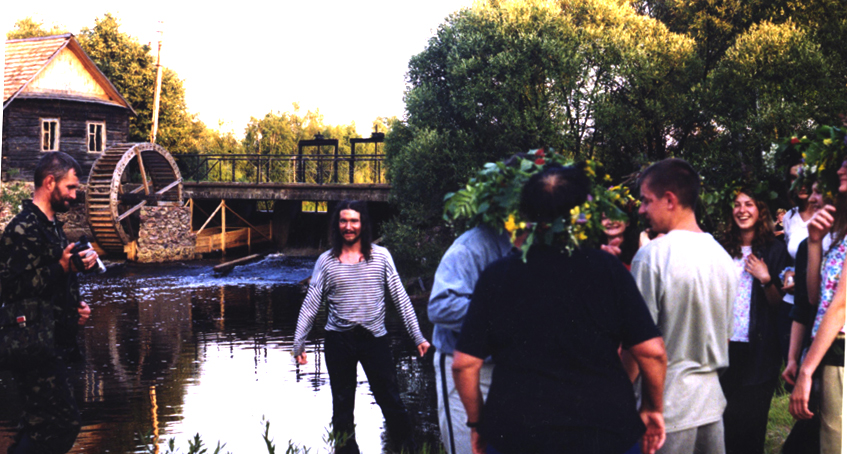
"Ніч Купали" зі студентами-екологами з НАУКМА (2003) (Жила ліворуч, в центрі А. Заклецький)
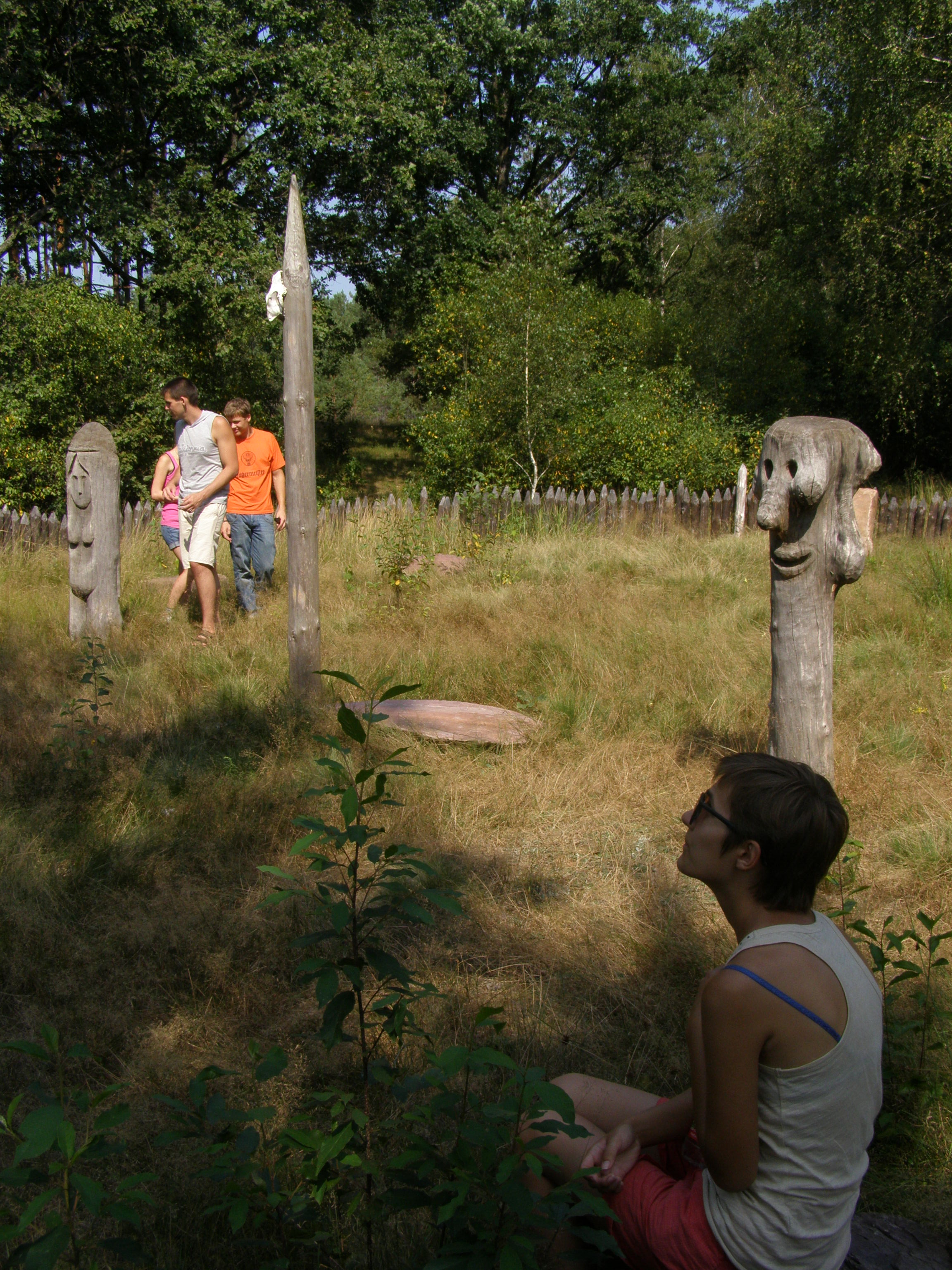
Село Селезівка — екскурсія з відвідувачами Поліського заповідника
Поліський заповідник. Музей каміння — курган
Поліський заповідник. Музей каміння — камінь вказівник
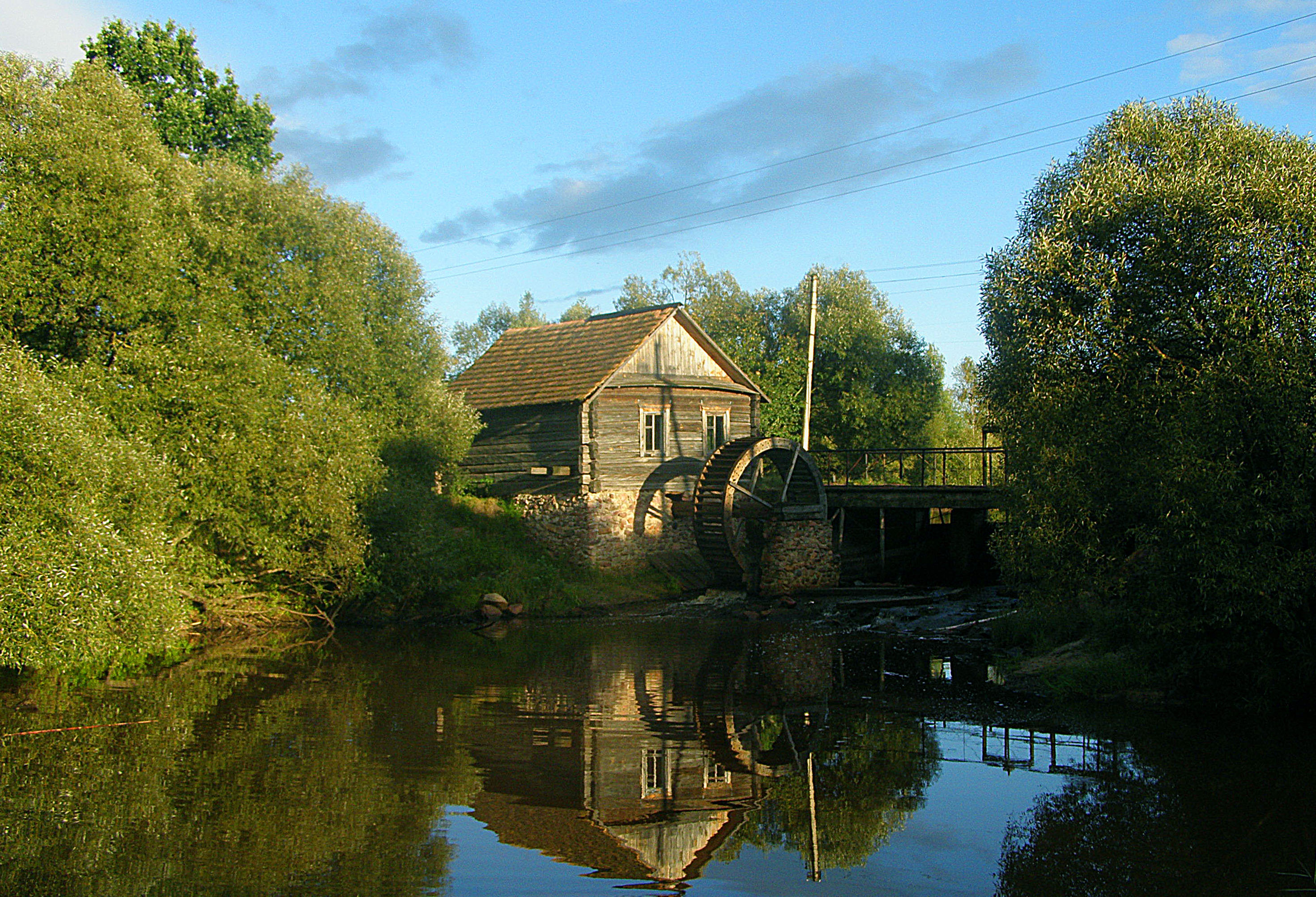
Водяний млин

## Окремі наукові праці
Профіль дослідника з науковими публікаціями в гугл-академії включає 30 праць, індекс Гірша h=4.
- Жила С. М. Вовк Центрального Полісся: екологія, моніторинг, менеджмент// Novitates Theriological. — 2000. — Pars 3. — С. 10—14.
- Жила С. М. Сучасний стан популяції вовка в Українському Поліссі // Вестник зоологии. — 1999. — № 4–5. — С. 115—117.
- Жила С. М. Вовки Українського Полісся: динаміка чисельності та деякі питання моніторингу // Вивчення біорізноманіття та охорони заповідних територій Полісся: Зб. наук. праць. — 1999. — Вип. 1. — С. 106—114.
- Жила С. Рись в Українському Поліссі: стан популяції та поширення // Вісник Львівського університету. Серія біологічна. — 2002. — Вип. 30. С. 61—64.
- Жила С. Вовки і дикі собаки: порівняльна екологія, поведінка, менеджмент // Праці Теріологічної Школи. — 2006. — Вип. 8 (Фауна в антропогенному середовищі). — С. 75—80.
- Жила С. Вовк, дикі копитні та велика рогата худоба на півночі Житомирщини: вибірковість хижацтва // Праці Теріологічної Школи. — 2006. — Вип. 8 (Фауна в антропогенному середовищі). — С. 160—164.
- Жила, С. М. Вовк в Поліському природному заповіднику і його околицях: моніторинг, просторова структура, екологія, менеджмент / Поліський природний заповідник. — Селезівка, 2009. — 190 с.
- Жила С. Поліська популяція рисі (Lynx lynx) в Україні та план дій щодо її збереження [Архівовано 8 грудня 2017 у Wayback Machine.] // Праці Теріологічної Школи. — 2012. Том 11. С. 98–112.